# Толмачёва-Карпинская, Евгения Александровна
Евгения Александровна Толмачёва-Карпинская (10 [22] августа 1874, Санкт-Петербург — 15 марта 1963, Ленинград) — советский историк науки, библиограф, переводчик и редактор геологической литературы. Работала в Сейсмологическом институте АН СССР. Старшая дочь и референт президента АН СССР А. Н. Карпинского.

## Биография
Евгения Александровна Карпинская родилась 10 (22) августа 1874 года Санкт-Петербурге в семье геолога (в то время профессора горного института) А. Н. Карпинского (1846—1936). Прожила всю жизнь в квартире отца (7-я линия Васильевского острова, дом 2).
В 1890 году окончила Василеостровскую гимназию.
В 1890—1893 годах училась на историко-филологическом факультете Санкт-Петербургского женского педагогического института.
Владела 12 европейскими языками, работала переводчиком и редактором научных публикаций по геологии.
В 1897 году была руководителем секретариата 7 сессии Международного геологического конгресса. Работала на конгрессах в Стокгольме (1910) и Мадриде (1925).
В 1899—1903 годах училась палеонтологии в Мюнхенском университете.
В 1905 году провела инвентаризацию книжного фонда и составила алфавитный карточный каталог библиотеки геологической литературы Геологического музея (современная БЕН РАН).
С 1920 года работала в секретариате РАН и АН СССР по иностранным связям (Иностранный отдел и Управление делами АН СССР). Отвечала за иностранную почту, работала переводчиком и секретарём, посетила с советскими делегациями многие конференции и иностранные академии Европы.
В 1928—1933 годах — работала в дирекции по иностранным делам в Сейсмологическом институте АН СССР.
С 1936 года занималась вопросами истории геологии, палеонтологии и горного дела в России, сотрудничала с кабинетом истории геологии Геологического института АН СССР.
Состояла в переписке со многими советскими и зарубежными геологами и горными инженерами.
Скончалась в ночь с 14 на 15 марта 1963 года в Ленинграде, похоронена на Серафимовском кладбище.

## Семья
Муж с 1900 года — Толмачёв, Иннокентий Павлович (1872—1950) — геолог и палеонтолог, в 1920 году уехал в США. У них было двое сыновей:
- Павел (1901—1949) — химик, заместитель директора Радиевого института.
- Александр (1903—1979) — ботаник[5], доктор биологических наук. Декан биолого-почвенного факультета ЛГУ.

## Членство в организациях
- Секретариат — Международный геологический конгресс
- Императорское вольное экономическое общество[6]
- Полярная комиссия АН СССР.
- Комиссия по увековечению памяти А. П. Карпинского[7].